# ロック・アップ
ロック・アップ（LOCK UP）は、ナパーム・デスのシェーン・エンバリーらによって結成されたグラインド・コア／デスメタルバンドである。
それぞれ有名なバンドで活躍しているメンバーによるサイド・プロジェクトであるが、ライブ活動も行っており、2002年には来日公演となる「EXTREME THE DOJO Vol.4」に出演し、その模様をライブアルバム『Play Fast or Die - Live in Japan』としてリリースした。

## メンバー
- シェーン・エンバリー Shane Embury - (B) (1999- )
ナパーム・デス、ヴェノモス・コンセプト等で活躍。
- ジェシー・ピンタード Jesse Pintado - (G) (1999-2006)
1969年7月12日生、2006年8月27日没（糖尿病の合併症のため死亡）
ナパーム・デス、テロライザー等で活躍。
- ニコラス・ニック・バーカー Nicholas "Nick" Barker - (Ds) (1999- )
ディム・ボルギル、クレイドル・オブ・フィルス、ベネティクション等で活躍。
- ピーター・テクレン Peter Tägtgren - (Vo) (1999- )
ヒポクリシー、ブラッドバスでの活動の他に、スウェーデンのアビス・スタジオを拠点に数多くのバンドを手がけるプロデューサーとしても有名。
1stアルバムに参加。
- トーマス・リンドバーグ Tomas Lindberg - (Vo) 
アット・ザ・ゲイツ、ザ・クラウン等で活躍していた。
2nd、3rdアルバムに参加。

## ディスコグラフィー

### アルバム
- 1999年 Pleasures Pave Sewers
- 2002年 Hate Breeds Suffering - ヘイト・ブリーズ・サファリング
- 2011年 Necropolis Transparent - ネクロポリス・トランスパレント
- 2017年 Demonization

### ライブ
- 2005年　Play Fast or Die - Live in Japan - プレイ・ファスト・オア・ダイ - ライヴ・イン・ジャパン